# Заларинський район
Заларинський район (рос. Заларинский район) — адміністративно-територіальна одиниця (муніципальний район) Іркутської області Сибірського федерального округу Росії.
Адміністративний центр —  робоче селище Залари.

## Межі
Межує з Зиминським, Тулунським, Нукутським, Аларським, Черемховський районами Іркутської області та Республікою Бурятія.

## Історія
У квітні 1941 року частина території Заларинського району була передана в новий Голуметський район. 17 квітня 1959 року до Заларинського району був приєднаний Тиретський район.